# 焦度 (南北朝)
焦度（423年—483年），字文续，南安郡氐族人，南朝将领。
南朝宋时，他南归刘宋，补北馆客。宋孝武帝时，随青州刺史颜师伯出镇青州，对北魏屡立战功。后来任晋安王刘子勋的夹毂队主。他随刘子勋反对宋明帝刘彧失败，沦为盗贼。后来朝廷招抚，授为夏口军主。沈攸之造反，他据守多次击败沈攸之的军队，因功被封为东昌县子。南齐建立，他担任淮陵郡太守。齐武帝永明元年，焦度卒，赠梁州、秦州二州刺史。子焦世荣。

## 延伸阅读
[在维基数据编辑]
 《南齊書·卷30》，出自萧子显《南齊書》
 《南史·卷46》，出自李延壽《南史》